# Eric Allin Cornell
Eric Allin Cornell (Palo Alto, Califòrnia, 1961) és un físic i professor universitari estatunidenc guardonat amb el Premi Nobel de Física l'any 2001.

## Biografia
Va néixer el 19 de desembre de 1961 a la ciutat de Palo Alto, situada a l'estat estatunidenc de Califòrnia. Va estudiar física a la Universitat Stanford, on es llicencià l'any 1985, i posteriorment aconseguí el doctorat a l'Institut Tecnològic de Massachusetts l'any 1990.
L'any 2004 li fou amputat el braç esquerre a conseqüència d'una necrosi. Actualment és professor a la Universitat de Colorado.

## Recerca científica
Interessat en l'estat de la matèria l'any 1995, amb Carl Wieman, forens els primers en sintentizar el condensat de Bose-Einstein.
El 2000 fou guardonat amb el Premi Nobel de Física, juntament amb Carl Wieman i Wolfgang Ketterle, pels seus treballs al voltant del Condensat de Bose-Einstein.